# Eugène Bergès
Eugène des Logis Bergès (fl. XX secolo) è stato uno schermidore francese.
Partecipò ai Giochi della II Olimpiade di Parigi alla gara di fioretto individuale, in cui arrivò decimo.
Maréchal des logis (Forze armate francesi).